# George Washington Cutter
George Washington Cutter (ur. ok. 1801, zm. 1865) – poeta amerykański pochodzenia kanadyjskiego. Brał udział w wojnie meksykańskiej. Wydał tomiki Buena Vista and Other Poems, The Song of Stream and Other Poems i Poems, National and Patriotic. Do jego najbardziej znanych wierszy należy utwór Song of Steam.